# Romain Seigle
Romain Seigle, nascido em  a Viena, é um corredor ciclista francês. Activo em ciclocross, BTT e ciclismo de estrada, é membro da equipa Groupama-FDJ.

## Biografia
Esteve inserido para a temporada de 2017 pela equipa WorldTour a FDJ, com que, efectua umas etapas de 12 a 16 de janeiro. Durante o decorrer do ano, classifica-se segundo na La SportBreizh, onde ganha uma etapa, chega no quarto posto do Circuito de Ardenas e quinto do Campeonato da França aficionados. No Verão, ele integrou o efectivo da FDJ como stagiaire.

### Carreira profissional
Em 14 de setembro, a formação FDJ anúnciou que passa a profissional nas fileiras desta equipa no decorrer na temporada de 2018. Ele lança a sua carreira nas fileiras da formação de Marc Madiot nas estradas do Tour Provenza e depois consegue o 15.º posto da classificação geral. No mês de abril, ele corre em sequência as competições de nível WorldTour, participante na Volta ao País basco, e o Amstel Gold Race, a Flecha Wallonne e a Liège-Bastogne-Liège. Em junho, distingue-se nos Boucles de la Mayenne, segunda da geral conseguido por Mathieu van der Poel.

## Palmarés em ciclocross
- 2011-2012
  - 2.º do Campeonato da França de ciclocross juniores
  - 3.º da Copa do mundo de ciclocross juniores
  -  Medalha de bronze do Campeonato da Europa de ciclocross juniores
- 2014-2015
  - Copa da França de ciclocross esperanças #2, Circuito do Mingant, Lanarvily
  - 2.º da Copa da França de ciclocross esperanças

## Palmarés em BTT

### Copa do mundo
- Copa do mundo de cross-country juniores
  - 2012 : vencedor de uma manga
- Copa do mundo de cross-country esperanças
  - 2015 : 9.º da classificação geral
  - 2016 : 6.º da classificação geral

### Campeonato da Europa
- 2012
  -  Campeão da Europa de cross-country juniores

### Campeonatos da França
- 2015
  - 3.º do campeonato da França de cross-country esperanças

## Palmarés em estrada

### Palmarés amador
- 2016
  - Classificação geral da Volta de Mosela
- 2017
  -     - 4. ª etapa de La SportBreizh

  - 3.º do Grande Prêmio New Bike-Eurocapi

### Palmarés profissional
- 2018
  - 2.º dos Boucles de la Mayenne

### Resultados nas grandes voltas

#### Volta a Espanha
1 participação
- 2019 : 80.º

## Classificações mundiais
}
| Ano             | 2017  |
| UCI Europe Tour | 1 016 |